# Жорстокі ігри 3
Жорстокі ігри 3 — комедійний фільм 2004 року.

## Сюжет
Якщо провидіння наділило тебе багатством, владою, але не совістю, залишається лише одне забороне задоволення, одна страшна гра, щоб зберегти гострий смак до життя — гра чужими долями. Заради забави, заради розваги. 20-річна Кессіді Мертей і її приятелі-інтригани Джейсон і Патрік досягли досконалості в порочному мистецтві заманювати в мережі шантажу, сексу і зради. Обманом маніпулюючи ними, вони звикли одержувати від бідолах все, не залишаючи нічого, окрім сліз, відчаю і болю. Але настає день, коли у нудьгуючих молодих шакалів не залишиться жертв, і вони почнуть гру один проти одного, і цього разу її підсумок буде непередбачуваний!..